# Hoekklosverbinding
Een hoekklosverbinding is een eenvoudige verbinding om houten planken vast te zetten.
De verbinding bestaat uit kleine schuine klossen met een rechte hoek. Eén rechte kant van de klos wordt tegen de plank geschroefd, terwijl de andere rechte kant op de vloer of tegen een wand wordt geschroefd.